# فحص لوس أنجلوس للسكتة الدماغية قبل دخول المستشفى
فحص لوس أنجلوس للسكتة الدماغية قبل دخول المستشفى (بالإنجليزية: Los Angeles Prehospital Stroke Screen)‏ ويُختصر LAPSS هي وسيلة لتحديد مرضى السكتة الدماغية المحتملين في مكان ما قبل دخول المستشفى.

## معايير الفحص
- لا يوجد تاريخ مرضي من النوبات أو الصرع
- السن 40 سنة أو أكبر
- المريض غير مقيد بكرسي متحرك أو طريح الفراش.
- نسبة الجلوكوز في الدم بين 60 و400 مجم/ديسيلتر
- عدم تناسق واضح - ضعف أحادي الجانب في أي من الاختبارات الحركية التالية:

1. ابتسامة الوجه / كشرة
2. قبضة
3. قوة الذراع

إذا تم استيفاء جميع المعايير المذكورة أعلاه (أو لم يتم التأكد منها) ، فإن الفحص يكون موجبًا للسكتة الدماغية. قد لا يزال المرضى يعانون من السكتة الدماغية حتى لو لم يتم استيفاء معايير الفحص.